# Brussels Airlines

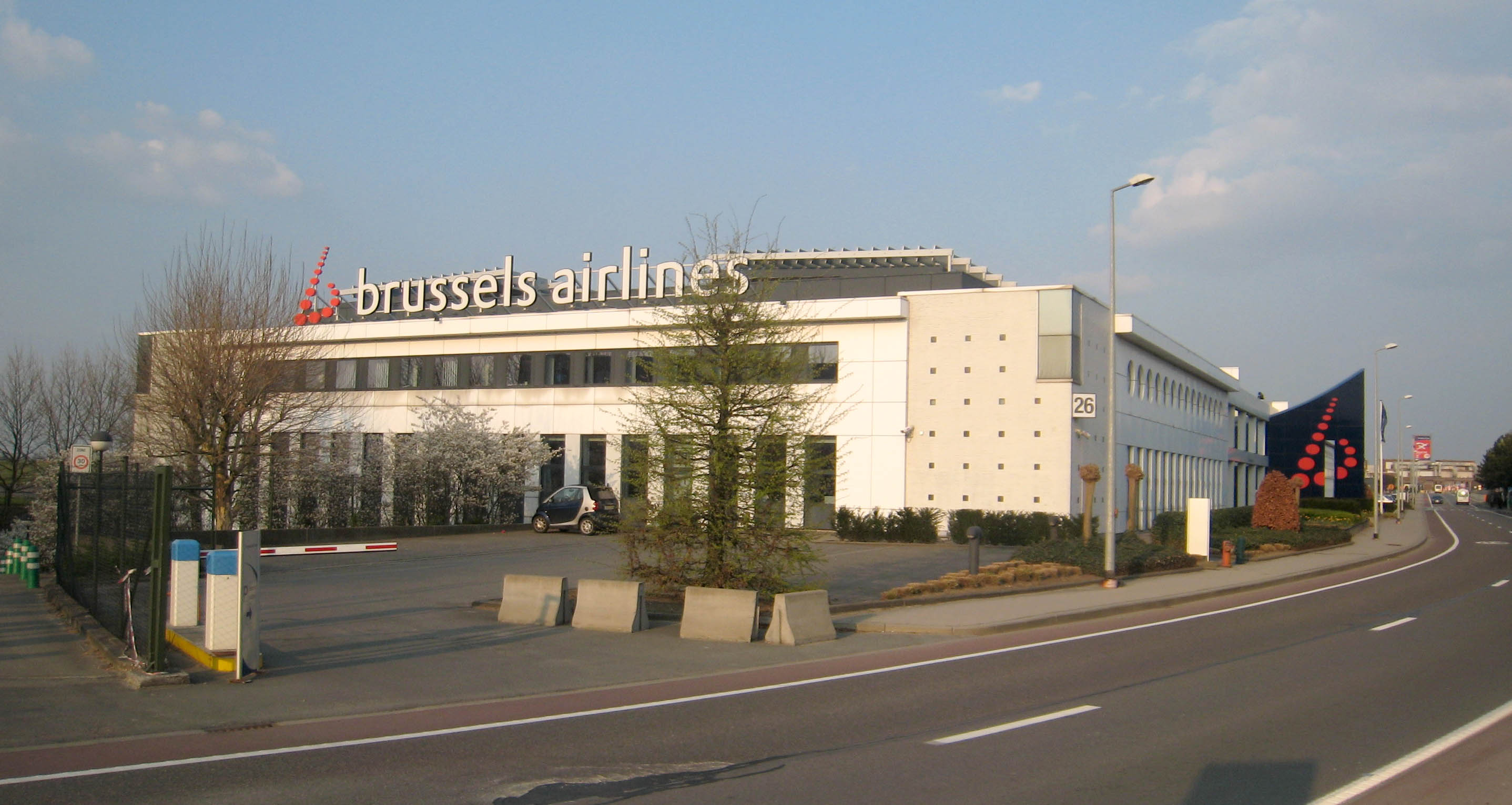
b.house, het hoofdkantoor van Brussels Airlines

Brussels Airlines is de nationale luchtvaartmaatschappij van België. De maatschappij heeft haar thuisbasis op Brussels Airport en haar hoofdkantoren in het b.house vlak bij de luchthaven.

## Geschiedenis
Brussels Airlines werd gevormd toen SN Brussels Airlines en Virgin Express fuseerden op 7 november 2006.

### SN Brussels Airlines

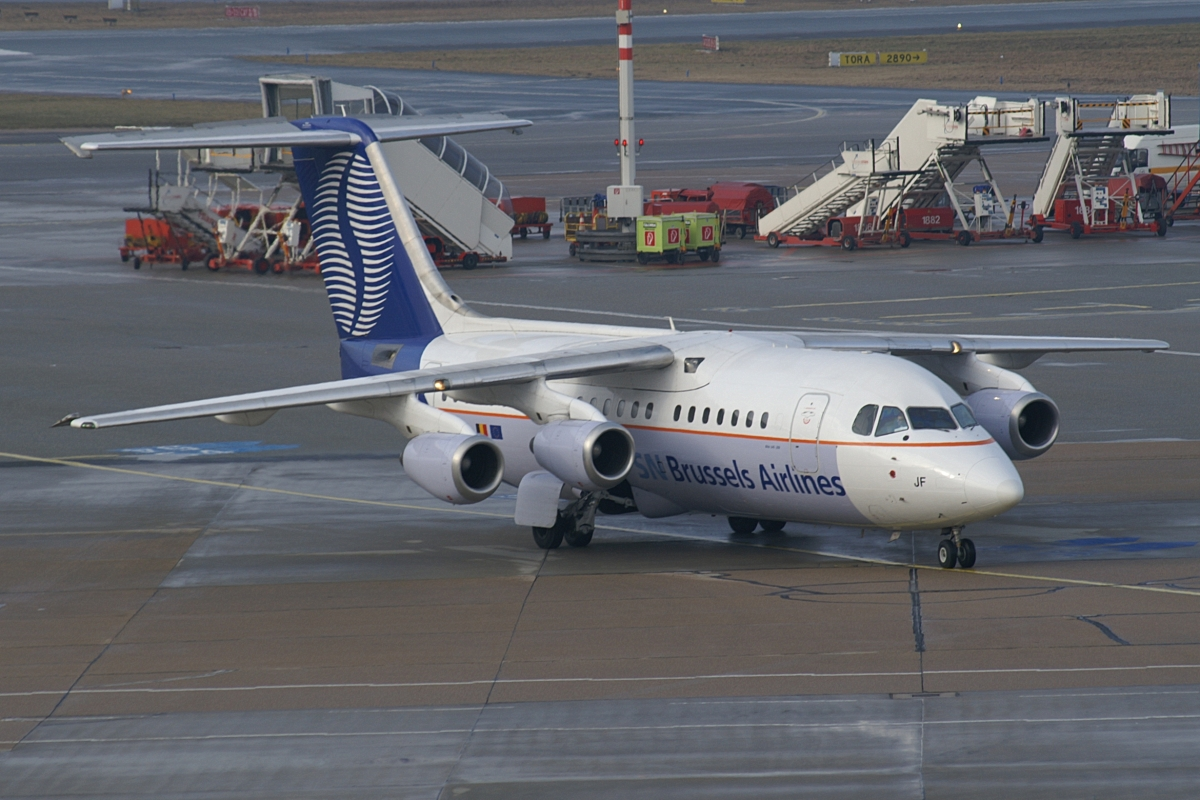
BAE 146-200 van SN Brussels Airlines

Op 23 mei 1923 richtte de Belgische staat Sabena op, de eerste nationale luchtvaartmaatschappij van België. Aan het eind van de jaren 80 kwam Sabena in financiële problemen en in mei 1995 werd het overgenomen door Swissair. Daarna kende Sabena kort een betere periode, maar na de aanslagen op 11 september 2001 stortte de luchtvaartbranche in en als gevolg hiervan werd op 7 november 2001 Sabena failliet verklaard. Delta Air Transport (DAT), de winstgevende dochteronderneming van Sabena, werd overgenomen door de SN Air Holding NV en later getransformeerd naar SN Brussels Airlines. SN Brussels had een uitgebreid netwerk in Europa en vloog ook naar Afrika.

### Virgin Express

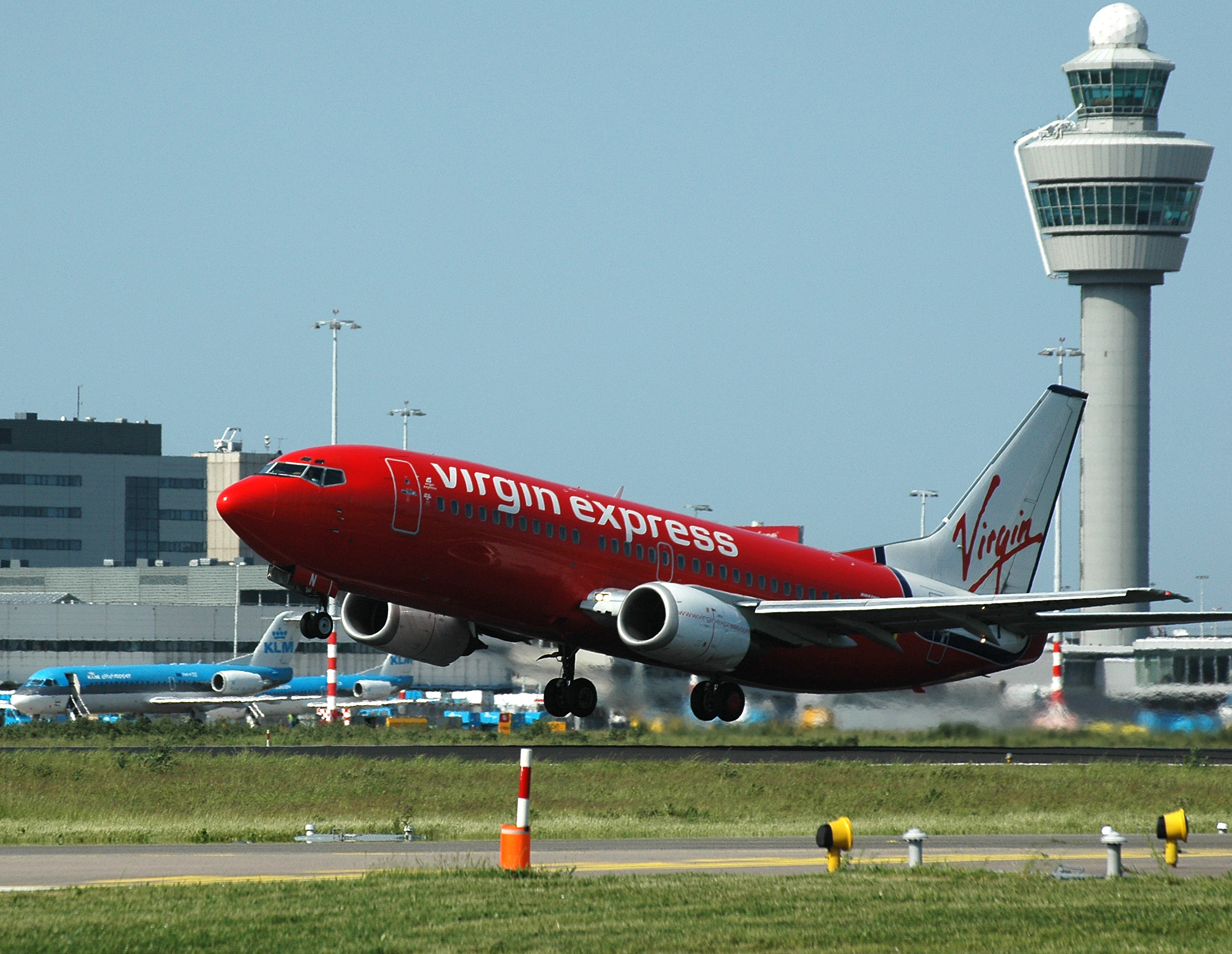
Boeing 737-300 van Virgin Express

Virgin Express was een lagekostenluchtvaartmaatschappij die in 1996 voortvloeide uit EBA (EuroBelgianAirlines). Na het faillissement van Sabena besloot Virgin Express de markt in te nemen. Virgin Express vloog op populaire bestemmingen met tien vliegtuigen, vooral in het Middellandse Zeegebied.

### Fusie
Op 5 oktober 2004 ondertekenden de holdings SN Airholding en Virgin Express Holdings een overeenkomst om de respectievelijke luchtvaartmaatschappijen SN Brussels Airlines en Virgin Express onder gezamenlijk aandeelhouderschap te brengen. De aandelen van Virgin Express Holdings werden overgedragen aan SN Airholding. Op 12 april 2005 waren alle voorwaarden voldaan en werd de nieuwe raad van bestuur van SN Airholding voorgesteld, met als voorzitter burggraaf Étienne Davignon. Op 19 september 2005 kondigde Rob Kuijpers zijn onmiddellijke ontslag aan vanwege onenigheid met de aandeelhouders over de te volgen koers. SN Brussels Airlines en Virgin Express bleven echter nog ongeveer een jaar onder hun eigen merknaam optreden, onder leiding van de nieuwe CEO Neil Burrows.
Op 31 maart 2006 stelde de raad van bestuur het fusieplan voor. SN & Virgin Express zouden tot een maatschappij fuseren, die onder een nieuwe naam door het leven zou gaan. Deze nieuwe maatschappij zou ook streven naar een uitbreiding van de lange afstandsvluchten en het harmoniseren van de vloot.

### Brussels Airlines
Op 25 maart 2007 ging de maatschappij officieel van start. Eerste CEO was Philippe Vander Putten. De start van Brussels Airlines ging gepaard met het openen van een geheel vernieuwde ruimte voor haar reizigers op Zaventem, de invoering van een nieuw uniform voor de stewards en een geheel vernieuwd vluchtaanbod en tarieven. Hierbij ontketende Brussels Airlines gelijk een prijzenoorlog met onder andere SkyEurope op de route naar Wenen en Praag en easyJet op de route naar Genève, Nice en Berlijn-Schönefeld.
Op 28 oktober 2007 verdween de callsign "S-Tail" en werd deze vervangen door de nieuwe callsign "Brussels Airlines". Deze werd een aantal weken later weer vervangen door (en) "bee-line" wegens te veel verwarring voor de luchtverkeersleiding op Brussels Airport.
In februari 2008 vervoerde Brussels Airlines zijn vijf miljoenste passagier.
In juni 2008 nam CEO Vander Putten ontslag. Hij werd opgevolgd door twee managing directors: Michel Meyfroidt, CFO, en Bernard Gustin, topconsulent bij SN Airholding. Sinds 2010 droegen Michel Meyfroidt en Bernard Gustin de titel van 'Co-Chief Executive Officer'.
Op 11 augustus 2010 maakte Brussels Airlines een samenwerking met Club Med bekend. Vanaf april 2011 voert Brussels Airlines chartervluchten uit voor Club Med. 80% van de reizigers die met Club Med op vliegvakantie gaan via Brussels Airport vliegen met Brussels Airlines.
Op 21 november 2011 werden de toekomst- en besparingsplannen van Brussels Airlines beschreven in het plan "Beyond 2012-2013". De maatschappij wilde zich meer gaan toeleggen op intercontinentale vluchten en minder op intra-Europese vluchten. De intercontinentale vluchten zijn het hele jaar door winstgevend terwijl de intra-Europese vluchten enkel winstgevend zijn in het zomerseizoen. Om dit plan tot uitvoering te brengen verdwenen in 2012 14 toestellen voor intra-Europese vluchten uit de vloot. Begin 2012 werd er een Airbus A330-200 aan de vloot toegevoegd en tegen 2014 wilde het bestuur nog eens twee langeafstandtoestellen aan de vloot toevoegen. Door de vermindering in vluchten en vliegtuigen vielen er zestig ontslagen waarvan het merendeel piloten waren.
Op 1 juni 2012 werden er grote veranderingen doorgevoerd in het bestuur van Brussels Airlines. Michel Meyfroidt -die net als Bernard Gustin co-CEO was- verliet Brussels Airlines waardoor Gustin alleen aan het hoofd kwam te staan. Hiernaast werd Peter Kranich benoemd als COO en Jan de Raeymaker als CFO. Per januari 2013 werd Lars Redeligx Chief Commercial Officer, en volgde daarmee Erik Follet op.

### Afrikaanse dochtermaatschappij
Op 11 september 2007 kondigde Brussels Airlines plannen aan om in samenwerking met Hewa Bora Airways een nieuwe Congolese luchtvaartmaatschappij op te richten met de naam AirDC. De bedoeling was om de eerste Congolese luchtvaartmaatschappij te creëren die volgens Europese veiligheidsnormen zou opereren. Gehoopt werd dat de maatschappij in het voorjaar van 2008 van start kon gaan met het uitvoeren van binnenlandse vluchten vanaf Luchthaven N'djili. Deze datum werd echter steeds uitgesteld en op 15 december 2009 kondigde Brussels Airlines de oprichting van Korongo aan, een andere Congolese maatschappij, met als thuisbasis (hub) de luchthaven van Lubumbashi. Hiermee bleek het AirDC-project van de baan te zijn. Voor de oprichting van deze maatschappij werkte Brussels Airlines samen met George Forrest International en lokale Congolese investeerders. De eerste vlucht van Korongo was gepland voor het voorjaar van 2010, maar doordat de Congolese overheid weigerde om Korongo Airlines te voorzien van alle benodigde vergunningen, moest de eerste vlucht uitgesteld worden. Vermoedelijk wou de overheid de vergunningen niet afleveren omdat men bang is dat de plaatselijke luchtvaartmaatschappijen – waarin vele Congolese topfiguren belangen hebben – de investeringen die nodig zijn om te kunnen concurreren met Korongo niet aankunnen. Begin 2012 kreeg Korongo toch de benodigde vergunningen en op 16 april 2012 vond de eerste vlucht plaats.
Op 4 september 2015 werden de activiteiten van Korongo Airlines per direct stopgezet na beslissing in een algemene vergadering van de aandeelhouders en het management van Korongo Airlines in Kinshasa. De maatschappij was er niet in geslaagd winstgevend te worden, de vloot was na het uitvallen van de Boeing 737 tot nul herleid, het operationeel houden van de vloot was bijzonder moeilijk wegens de gebrekkige infrastructuur op de kleinere luchthavens en bijkomende investeringen werden als riskant beoordeeld in het licht van de in 2015 nieuw opgerichte staatsmaatschappij Congo Airways.

### In handen van Lufthansa
Op 15 september 2008 kondigden Wolfgang Mayrhuber en Étienne Davignon, topmannen van Lufthansa en SN Airholding, de ondertekening van een akkoord aan waarbij Lufthansa eerst een kapitaalsinvestering zou leveren van 65 miljoen euro, en daarmee een minderheidsaandeel van 45% zou verkrijgen in SN Airholding, met in een tweede fase een volledige integratie van de Belgische luchtvaartmaatschappij in de Lufthansa Group. Zeven jaar na het faillissement van Sabena, waarin Swissair een aandeel van 49,5% bezat sinds 1995, begint het integratieproces van Brussels Airlines in Lufthansa. Dit zal gebeuren op een wijze die zeer gelijkaardig is aan de integratie van Swiss in Lufthansa in 2005.
Overzicht transactie
1. Ontwikkeling gezamenlijk vluchtaanbod en lidmaatschap van Star Alliance. Dit werd op 11 december 2008 bevestigd. Brussels Airlines werd op 9 december 2009 lid van de grootste luchtvaartalliantie ter wereld.
2. Aanpassing en verzekering van de verkeersrechten.
3. Een calloptie die uitvoerbaar is vanaf 2011, maakt het Lufthansa mogelijk om, na de verzekering van de verkeersrechten, de volledige overname van SN Airholding NV en Brussels Airlines te realiseren.[3][4]

In januari 2016 werd Brussels Airlines opnieuw winstgevend en was er terug interesse van Lufthansa om de resterende aandelen ook over te kopen. Hierdoor ontstond er angst bij het personeel dat Brussels Airlines zou geïntegreerd worden in Eurowings, de nieuwe lagekostenluchtvaartmaatschappij van Lufthansa. Geert Sciot, woordvoerder van Brussels Airlines antwoordde hierop: "Brussels Airlines is een sterk merk met vele troeven en Lufthansa weet dit ook, de kans dat Brussels Airlines zal geïntegreerd worden in Eurowings is dus klein." Op 14 april was het nog onzeker of op Brussel een basis van Eurowings zou komen en of de naam Brussels Airlines zou verdwijnen. Op 27 april werd bekendgemaakt dat de beslissing over aankoop van de resterende aandelen niet kon vallen voor september, mede vanwege de negatieve gevolgen van de aanslagen op 22 maart. Op 28 september bleek dat Brussels Airlines inderdaad volledig door Lufthansa overgenomen zou worden, Lufthansa betaalde 2,6 miljoen euro voor 55% van de aandelen.
Op 16 maart 2017 werd bekendgemaakt dat Brussels Airlines, ondanks de Aanslagen in Brussel op 22 maart 2016, er in geslaagd was om in 2016 terug winstgevend te zijn. Het bedrijf behaalde een operationele winst van 20,4 miljoen euro en keerde daarvan 2,5 miljoen uit aan al het personeel als beloning voor hun harde werk kort na de aanslagen.
Op 30 maart 2017 kondigde Brussels Airlines samen met de Thomas Cook Group aan dat de samenwerking verder zal worden uitgebreid. Concreet betekent dit dat alle slots, al het vliegend personeel en twee vliegtuigen van Thomas Cook Airlines België worden overgedragen naar Brussels Airlines. Dit leidt echter ook tot een afvloeiing van veertig personeelsleden van grondpersoneel bij Thomas Cook. Thomas Cook bekijkt ook in samenwerking met Brussels Airlines om meer langeafstandsvluchten op te starten naar toeristische bestemmingen in de Verenigde Staten, de Caraïben en Sub Sahara Afrika.
Op dezelfde dag vertrok er ook voor het eerst een commerciële vlucht naar Azië. Een Airbus A330 vertrok om 10:45 naar Chhatrapati Shivaji International Airport in Mumbai. Van maart 2017 verbindt Brussels Airlines in samenwerking met Star Alliancepartner Air India Brussel vijf keer per week met Mumbai. Het was de eerste keer sinds het vertrek van Jet Airways begin 2016 dat er nog een rechtstreekse verbinding was tussen Brussels Airport en India. De bezettingsgraad was goed, maar de rentabiliteit lager. Om die reden werd in september 2018 besloten de verbinding op 6 januari 2019 te staken.
In februari 2018 ontstond er onrust over de toekomst van de maatschappij toen CEO Bernard Gustin en financieel directeur Jan De Raeymaeker moesten vertrekken. Christina Foerster, tot dan commercieel directeur, werd vanaf 1 april 2018 de nieuwe CEO van Brussels Airlines. Op 7 februari 2018 kwam CEO Thorsten Dirks van Eurowings naar Brussel om te bevestigen dat Brussels Airlines tot nader order onder dezelfde naam en voorwaarden blijft bestaan.
De focus voor de langeafstandsverbindingen van de maatschappij wordt duidelijk op Afrika gezet. De stopzetting van de vluchten naar Mumbai begin 2019 laat toe dagelijks naar Banjul te vliegen en drie van de zeven wekelijke vluchten naar Dakar ook rechtstreeks in beide richtingen uit te voeren.
De tien Airbus A330-langeafstandsvliegtuigen krijgen een nieuwe interieurinrichting, met een aparte "premium economy class", een nieuwe "business class" en een vernieuwde "economy class". De toestellen worden een na een aangepakt en het eerste toestel wordt opgeleverd in december 2018. Vanaf eind oktober 2018 vliegt Brussels Airlines naar Kiev en Wrocław.
Op 5 december 2019 maakte CEO Christina Foerster haar intenties bekend om terug te keren naar moedermaatschappij Lufthansa. Haar opvolger, financieel directeur Dieter Vranckx, nam later die maand de fakkel over.
Vanaf 1 februari 2020 stopt Brussels Airlines met haar loyaliteitsprogramma LOOP, dat in 2015 opgestart is. Miles & More wordt hiermee het enige loyaliteitsprogramma waarmee Brussels Airlines zal werken. Zo is het mogelijk om makkelijker punten uit te wisselen met partners zoals de meeste Star Alliance-leden.
Brussels Airlines maakt op 9 februari 2020 de snelste vlucht ooit tussen New York en Zaventem in amper 5u30’. Die prestatie is het gevolg van de storm Ciara die van West naar Oost over Europa waait.
Begin 2021 verliet Vranckx Brussels Airlines. Als CEO werd hij opgevolgd door Peter Gerber.

### Coronapandemie
In maart 2020 ziet de luchtvaartmaatschappij zich genoodzaakt om alle vluchten tijdelijk op te schorten ten gevolge van de uitbraak van COVID-19. In de dagen ervoor daalt het aantal vluchten en passagiers al drastisch, en vanaf 21 maart 2020 staan alle toestellen van Brussels Airlines aan de grond, het merendeel ervan op Brussels Airport. Enige uitzondering hierop zijn de repatriëringsvluchten die uitgevoerd worden op vraag van de Belgische FOD Buitenlandse Zaken. Vele andere maatschappijen zien zich genoodzaakt hetzelfde te doen, zo ook het Belgische TUIfly. Het bestuur plant de activiteiten te hervatten vanaf 20 april 2020, later wordt dat bijgesteld naar 15 mei 2020, daarna 1 juni en uiteindelijk 15 juni.
Naar aanleiding van de stop wordt een groot deel van het personeel technisch werkloos. Brussels Airlines vraagt de Belgische regering om staatssteun om de crisis door te komen en schrapt 27 minder rendabele routes, voornamelijk vakantiebestemmingen die overgenomen zijn van het tot nu toe failliete Thomas Cook Airlines Belgium. Tegelijkertijd worden er 3 nieuwe routes aangekondigd naar de Lufthansa-groep-hubs van Zürich, München en Frankfurt.
Eind juni 2020 werd bekend dat er een sociaal plan voor de herstructurering van de luchtvaartmaatschappij is ondertekend. Zo'n 1000 van de 4200 jobs bij de maatschappij gaan verdwijnen, waarbij gedwongen ontslagen zoveel als mogelijk worden voorkomen. De financiering van het plan is nog niet rond. Lufthansa zou voor de reorganisatie betalen, maar er lopen nog gesprekken met de federale regering over overheidssteun van minstens 290 miljoen euro.

### Nieuwe huisstijl
Op 18 november 2021 stelt Brussels airlines hun nieuw logo en vliegtuigdesign voor. De gestippelde 'b' maakt plaats voor negen stippen van verschillende grootte in de vorm van een vierkant. Het nieuwe logo moet de diversiteit van de klanten, bestemmingen en medewerkers weergeven. Het woord 'Brussels' staat voortaan groter op de romp. Dit is bedoeld om de Belgische identiteit van de luchtvaartmaatschappij te benadrukken. Aan het het einde van de zomer van 2023 zou het nieuwe uniform worden voorgesteld.

## Resultaten
In 2019 behaalde het een jaaromzet van bijna 1,5 miljard euro en vervoerde het ruim 10 miljoen passagiers. Door de coronapandemie daalde het aantal passagiers met 77% en de omzet kwam op 414 miljoen euro uit. Het aantal medewerkers daalde van 3811 per 31 december 2019 naar 3124 per jaareinde 2020.
| Jaar | Passagiers | Evolutie | Bezettings- graad | Evolutie  | Resultaat (×€ miljoen) |
| ---- | ---------- | -------- | ----------------- | --------- | ---------------------- |
| 2007 | 5.850.000  |          |                   |           | 23,1                   |
| 2008 | 5.460.000  | 6,7%     |                   |           | 21,95                  |
| 2009 | 4.675.000  | 14,4%    |                   |           | 40                     |
| 2010 | 4.890.000  | 4,4%     |                   |           | 6                      |
| 2011 | 5.689.176  | 16,3%    | 66,5 %            |           | 84,9                   |
| 2012 | 5.748.251  | 1,0%     | 68,7%             | 2,2 p.p.  | 60,7                   |
| 2013 | 5.878.179  | 2,0%     | 69,2%             | 0,4 p.p.  | 21,95                  |
| 2014 | 6.608.867  | 13,0%    | 72,0%             | 2,8 p.p.  | 4,2                    |
| 2015 | 7.500.909  | 12,1%    | 75,7%             | 3,7 p.p.  | 41,3                   |
| 2016 | 7.736.791  | 3,2 %    | 74,9 %            | 0,9 p.p.  | 15                     |
| 2017 | 9.077.178  | 17,2%    | 78,5%             | 3,7 p.p.  | 61,87                  |
| 2018 | 10.026.241 | 10,5%    | 81,0%             | 2,2 p.p.  | 12,775                 |
| 2019 | 10.285.000 | 1,7%     | 81,5%             | 0,5 p.p.  | 40,6                   |
| 2020 | 2.362.000  | 77%      | 68,3%             | 13,2 p.p. | 293                    |
| 2021 | 3.479.000  | 47,3%    | 67,2%             | 1,1 p.p.  | 178                    |
| 2022 | 6.801.000  | 95,5%    | 77,7%             | 10,5 p.p. | 74                     |
| 2023 | 8.317.000  | 22,2%    | 82,5%             | 4,7 p.p   | 53                     |
| 2024 | 8.400.000  | 1,00%    |                   |           | 59                     |

## Codeshare
Brussels Airlines heeft codeshare-akkoorden met de onderstaande luchtvaartmaatschappijen.
- Adria Airways
- Aegean Airlines
- AirBaltic
- Air Canada
- Air Malta
- Austrian Airlines
- Croatia Airlines
- Egyptair
- Etihad Airways
- Eurowings
- Hainan Airlines
- Lufthansa
- Royal Air Maroc
- RwandAir
- Singapore Airlines
- Swiss International Air Lines
- TAP Portugal
- TAAG Angola Airlines
- TAROM
- Thai Airways
- United Airlines
- Ukraine International Airlines

## Vloot

### Huidige vloot
De vloot van Brussels Airlines bestond in juli 2024 uit de volgende toestellen:
| Type            | In Dienst | Besteld | Zitplaatsen | Zitplaatsen | Zitplaatsen | Zitplaatsen | Routes                                | Opmerking |
| Type            | In Dienst | Besteld | C           | W           | Y           | Totaal      | Routes                                | Opmerking |
| --------------- | --------- | ------- | ----------- | ----------- | ----------- | ----------- | ------------------------------------- | --- |
| Airbus A319-100 | 14        | 0       | –           | –           | 141         | 141         | Europa, Midden-Oosten en Noord-Afrika | Worden deels vervangen door de Airbus A320neo OO-SSY: Star alliance-kleuren                                  |
| Airbus A320-200 | 16        | 0       | Var         | –           | Var         | 180         | Europa, Midden-Oosten en Noord-Afrika | OO-SNB: Rackham OO-SNM: Atomium OO-SNO: Trident OO-SNP & SNQ: Star alliance-kleuren *uitgerust met sharklets |
| Airbus A320neo  | 5         | 3       | Var         | _           | Var         | 180         | Europa, Midden-Oosten en Noord-Afrika | 3 geplande leveringen in 2026. OO-SBA: 'Sustainability'-kleuren OO-SBB: 'Amare' (Tomorrowland)-kleuren       |
| Airbus A330-300 | 11        | 2       | 30          | 21          | 244         | 295         | Afrika en Noord-Amerika               | |
| Totaal          | 46        | 5       |             |             |             |             |                                       | |

### wet-lease toestellen
| type            | in dienst | besteld | C   | W | Y   | totaal | routes | opmerking                                                     |
| --------------- | --------- | ------- | --- | - | --- | ------ | ------ | ------------------------------------------------------------- |
| Airbus A220-300 | 4         | 0       | var | - | var | 148    | Europa | wet-lease van Air-baltic van April tot Oktober voor 2025-2028 |
| totaal          | 4         | 0       |     |   |     |        |        |                                                               |

### Vlootontwikkeling
| Type                          | Bij fusie | 2007 | 2008 | 2009 | 2011 | 2012 | 2013 | 2014 | 2015 | 2016 | 2017 | 2018 | 2019 | 2020 | 2021 | 2022 | 2023 | 2024 | 2025 | Opmerking                              |
| ----------------------------- | --------- | ---- | ---- | ---- | ---- | ---- | ---- | ---- | ---- | ---- | ---- | ---- | ---- | ---- | ---- | ---- | ---- | ---- | ---- | -------------------------------------- |
| British Aerospace AVRO RJ-85  | 14        | 14   | 14   | 14   | 11   | 1    |      |      |      |      |      |      |      |      |      |      |      |      |      | Oorspronkelijk van Delta Air Transport |
| British Aerospace AVRO RJ-100 | 12        | 12   | 12   | 12   | 12   | 12   | 12   | 13   | 12   | 11   | 7    |      |      |      |      |      |      |      |      | Oorspronkelijk van Delta Air Transport |
| British Aerospace BAe 146-200 | 6         | 6    | 4    |      |      |      |      |      |      |      |      |      |      |      |      |      |      |      |      | Oorspronkelijk van Delta Air Transport |
| Airbus A319-100               | 3         | 3    | 4    | 4    | 9    | 14   | 14   | 14   | 18   | 20   | 21   | 22   | 22   | 17   | 14   | 15   | 15   | 14   | 14   | Worden deels vervangen door de a320neo |
| Airbus A320-200               |           |      |      |      | 2    | 5    | 5    | 6    | 7    | 9    | 9    | 13   | 17   | 16   | 16   | 16   | 16   | 16   | 16   |                                        |
| Airbus A320neo                |           |      |      |      |      |      |      |      |      |      |      |      |      |      |      |      | 2    | 2    | 5    |                                        |
| Airbus A330-200               |           |      |      |      |      | 2    | 3    | 3    | 3    | 3    | 4    | 4    | 3    | 3    |      |      |      |      |      |                                        |
| Airbus A330-300               | 3         | 3    | 4    | 4    | 5    | 5    | 5    | 5    | 5    | 6    | 6    | 8    | 8+4  | 8+3  | 9    | 9    | 9    | 10   | 11   |                                        |
| Airbus A340-300               |           |      |      |      |      |      |      |      |      |      |      | 2    | 1    |      |      |      |      |      |      | Wetlease voor Eurowings                |
| Boeing 737-300                | 5         | 5    | 5    | 5    | 4    |      |      |      |      | 1    | 1    |      |      |      |      |      |      |      |      | Oorspronkelijk van Virgin Express      |
| Boeing 737-400                | 5         | 5    | 5    | 6    | 4    |      |      |      |      |      |      |      |      |      |      |      |      |      |      | Oorspronkelijk van Virgin Express      |

Bij de lancering van Brussels Airlines bestond de vloot uit een verzameling van 9 verschillende modellen. 10 Boeings 737-300 en -400 kwamen van Virgin Express, de overige 48 toestellen kwamen van SN Brussels Airlines.
2007

In de zomer kwam een vierde Airbus A330-300 (OO-SFW) in dienst. Het toestel is gebouwd in 1994 en kwam over van het failliete Air Madrid.
| Type            | Registratie | Bouwjaar | Vorige eigenaar |
| --------------- | ----------- | -------- | --------------- |
| Airbus A330-300 | OO-SFW      | 1994     | Air Madrid      |

2008

In 2008 breidde Brussels Airlines haar vloot uit met 1 Airbus A319 en 1 Boeing 737-400.
| Type           | Registratie | Bouwjaar | Vorige eigenaar |
| -------------- | ----------- | -------- | --------------- |
| Airbus A319    | OO-SSP      | 1997     | Air France      |
| Boeing 737-400 | OO-VET      | 1998     | JetLite         |

Door de economische crisis in 2008 werden zes BAe146-200's uit de vloot gehaald. Vier van deze toestellen staan sindsdien werkloos op Brussels Airport. De twee andere toestellen werden gebruikt door de Afrikaanse dochtermaatschappij van Brussels Airlines, Korongo Airlines.
2009

Vanaf 2009 werd OO-VEJ, een Boeing 737-400 enkel nog voor charters gebruikt. Een jaar later verliet OO-VEJ de vloot.
2010

In 2010 werden er twee Airbus A319's (OO-SSC en OO-SSD) en een Airbus A330-300 (OO-SFV) geleverd. Op 10 januari begon Brussels Airlines met het wetleasen van twee Embraer ERJ 145's van BMI Regional. In 2010 verlieten ook twee Boeings 737-400 (OO-VBR en OO-VEJ) de vloot.
| Type            | Registratie | Bouwjaar | Vorige eigenaar                | Leverdatum |
| --------------- | ----------- | -------- | ------------------------------ | ---------- |
| Airbus A319     | OO-SSC      | 1999     | National Private Air Transport | 14 april   |
| Airbus A330-300 | OO-SFV      | 2001     | Malaysia Airlines              | 29 juni    |
| Airbus A319     | OO-SSD      | 1999     | Meridiana Fly                  | 2 augustus |

2011

In 2011 werden zes AVROs RJ-85 en twee Boeings 737-300 vervangen door vier Airbussen A319 en twee Airbussen A320. Hiernaast begon Brussels Airlines op 1 april met het wetleasen van een Bombardier Dash 8 Q400 van Tyrolean Airways en in oktober voegde de maatschappij een Airbus A330-200 toe aan de vloot.
| Type            | Registratie | Bouwjaar | Vorige eigenaar | Leverdatum   |
| --------------- | ----------- | -------- | --------------- | ------------ |
| Airbus A319     | OO-SSR      | 2010     | Mexicana        | 21 januari   |
| Airbus A319     | OO-SSQ      | 2009     | Mexicana        | 11 februari  |
| Airbus A320     | OO-SNA      | 2001     | Air Berlin      | 16 februari  |
| Airbus A320     | OO-SNB      | 2001     | Air Berlin      | 4 april      |
| Airbus A319     | OO-SSU      | 2004     | easyJet         | 26 augustus  |
| Airbus A319     | OO-SSV      | 2004     | easyJet         | 20 september |
| Airbus A330-200 | OO-SFY      | 1998     | Swiss           | 7 oktober    |

2012

In 2012 verlieten vier Boeing 737-400's en twee Boeing 737-300's de vloot, deze toestellen werden vervangen door drie Airbus A320's en vier Airbus A319's die in 2012 aan de vloot toegevoegd werden. Daarnaast tekende Brussels Airlines in 2012 een overeenkomst met Flybe waardoor Brussels Airlines vanaf 2012 voor twee jaar vier Bombardier Dash 8 Q400's zou gaan wetleasen. Deze vier toestellen vervingen twee Embraer ERJ 145's die Brussels Airlines tot 2012 wetleasede van BMI Regional en zeven eigen AVRO RJ-85's die de vloot in 2012 verlieten. In tegenstelling tot de Dash 8 die Brussels Airlines van Tyrolean Airways leaset dragen de drie toestellen van Flybe de volledige Brussels Airlines-kleuren.
| Type            | Registratie | Bouwjaar | Vorige eigenaar   | Leverdatum  |
| --------------- | ----------- | -------- | ----------------- | ----------- |
| Airbus A319     | OO-SSW      | 2007     | Iberia            | 17 januari  |
| Airbus A330-200 | OO-SFZ      | 1998     | Swiss             | 17 februari |
| Airbus A320     | OO-SNC      | 2002     | Air Berlin        | 28 maart    |
| Airbus A320     | OO-SND      | 2002     | Air Berlin        | 4 april     |
| Airbus A319     | OO-SSN      | 2007     | Air Canada        | 13 juli     |
| Airbus A320     | OO-SNF      | 2006     | Aer Lingus        | 7 augustus  |
| Airbus A319     | OO-SSA      | 2005     | Frontier Airlines | 14 november |
| Airbus A319     | OO-SSB      | 2005     | Frontier Airlines | 13 december |

2013

In 2013 werd er een Airbus A330-200 aan de vloot toegevoegd. Het gaat om een toestel dat in 2000 als OO-SFU nieuw geleverd werd aan Sabena.
| Type            | Registratie | Bouwjaar | Vorige eigenaar | Leverdatum |
| --------------- | ----------- | -------- | --------------- | ---------- |
| Airbus A330-200 | OO-SFU      | 2000     | Air Australia   | 26 april   |

2014

In februari werd er een Airbus A320 aan de vloot toegevoegd en in april, juni en november volgde een Airbus A319.
In september verliet OO-DJP – de laatste Avro RJ85 van Brussels Airlines – de vloot, hij voerde zijn laatste commerciële vlucht uit op 19 september. Ook verlieten twee Bombardier Dash 8 Q400's de vloot. Deze toestellen gingen terug naar Flybe.
| Type        | Registratie | Bouwjaar | Vorige eigenaar     | Leverdatum  |
| ----------- | ----------- | -------- | ------------------- | ----------- |
| Airbus A320 | OO-SNG      | 2002     | Air France          | 11 februari |
| Airbus A319 | OO-SSE      | 2006     | Bahrain Air         | 30 april    |
| Airbus A319 | OO-SSF      | 2006     | Bahrain Air         | 18 juni     |
| Airbus A319 | OO-SSH      | 2006     | Philippine Airlines | 17 november |

2015

In 2015 verliet OO-SSP, een Airbus A319 de vloot en stopte de Bombardier Dash 8 Q400 van Tyrolean Airways met vluchten uit te voeren voor Brussels Airlines. Ook werd OO-SNB in het Kuifje-kleurenschema voorgesteld. Het toestel blijft in dit kleurenschema tot 2019. Er werd 1 Airbus A319 en 1 Airbus A320 aan de vloot toegevoegd.
| Type        | Registratie | Bouwjaar | Vorige eigenaar              | Leverdatum |
| ----------- | ----------- | -------- | ---------------------------- | ---------- |
| Airbus A319 | OO-SSI      | 2009     | Olympic Air                  | 10 maart   |
| Airbus A320 | OO-TCQ      | 2003     | Thomas Cook Airlines Belgium | 19 mei     |

2016

In 2016 werd er een Airbus A330-300 toegevoegd. Het toestel vloog voorheen voor Singapore Airlines. Er werden ook twee Airbus A320's en vier A319's toegevoegd. De A319's dienen ter vervanging van vier AVRO RJ-100's die in 2016 de vloot verlieten. Het gaat hier om OO-DWF (verliet de vloot in april), OO-DWG (verliet de vloot in juli), OO-DWH (verliet de vloot in augustus) en OO-DWI (verliet de vloot in september) die in 2016 de vloot verlieten. Hierdoor waren er eind 2016 nog slechts acht AVRO's in de vloot. Met het oog op uitbreiding werden ook nog twee Airbus A320's aan de vloot toegevoegd. Op 21 maart werd SNmagritte voorgesteld, Het vliegtuig (OO-SNC) vliegt nog tot 2022 in dit René Magritte-kleurenschema. Op 4 april werd Trident voorgesteld, dit vliegtuig (OO-SNA) heeft een kleurenschema dat ontworpen is door de rode duivels om ze naar het EK 2016 in Frankrijk te brengen.
| Type            | Registratie | Bouwjaar | Vorige eigenaar    | Leverdatum   |
| --------------- | ----------- | -------- | ------------------ | ------------ |
| Airbus A330-300 | OO-SFX      | 2009     | Singapore Airlines | 9 maart      |
| Airbus A320     | OO-SNE      | 2010     | Air Arabia         | 18 maart     |
| Airbus A319     | OO-SSL      | 2002     | Frontier Airlines  | 29 april     |
| Airbus A319     | OO-SSJ      | 2002     | Frontier Airlines  | 7 juni       |
| Airbus A320     | OO-SNH      | 2004     | Vueling            | 15 juni      |
| Airbus A319     | OO-SSS      | 2003     | Frontier Airlines  | 20 juli      |
| Airbus A319     | OO-SSX      | 2004     | Frontier Airlines  | 28 september |

2017

Begin februari 2017 werd een Airbus A330 (OO-SFT) aan de vloot toegevoegd. OO-SFT is de tiende A330 die aan de vloot wordt toegevoegd. Het toestel dient voor de nieuwe route naar Mumbai die eind maart werd opgestart. Verder zullen er ook drie Sukhoi Superjet 100's toegevoegd die geleased zullen worden van het Ierse CityJet. Het gaat om een wet lease-contract, dit wil dus zeggen dat CityJet verantwoordelijk is voor het onderhoud van de toestellen en voor het personeel. De vliegtuigen zullen nieuw van de fabriek geleverd worden en zullen vliegen in de kleuren van Brussels Airlines. Het eerste vliegtuig (EI-FWD) werd op 25 maart vanuit Venetië overgevlogen naar Brussel. OO-SSO, de A319 werd begin maart aan de vloot toegevoegd en OO-SNI vervoegt de vloot in mei. Deze vijf toestellen dienen ter vervanging van de resterende acht AVRO RJ-100's die dit jaar uit de vloot verdwijnen. De eerste AVRO om in 2017 de vloot te verlaten was OO-DWA. Het vliegtuig deed zijn laatste commerciële vlucht uit op 6 januari en werd op 23 januari overgebracht naar London Southend Airport. Het toestel werd getransformeerd tot een blusvliegtuig voor het Amerikaanse Aero-Flite. In februari volgde OO-DWJ. OO-DWK volgde in april en OO-DWL in mei. Begin juli was het de beurt aan OO-DWB. Na de zomer ging Brussels Airlines verder met de uitfasering van de AVRO's. OO-DWC volgde begin september, op 25 september deed OO-DWE zijn laatste werkdag. Op 28 oktober voerde Brussels Airlines de laatste vlucht uit met de AVRO-RJ100. OO-DWD vloog van Genève naar Brussel. De maatschappij zet hierdoor een punt achter zijn AVRO-vluchten. Op 29 oktober voerde SN drie vluchten uit boven België voor de cabin crew en journalisten. Na deze laatste vluchten werd het toestel in de hangaar getrokken voor een ceremonieel afscheid. Daarna zal het toestel terug worden gebracht naar de leasingmaatschappij. Op 28 oktober werd de integratie met Thomas Cook Airlines België voltooid. OO-TCH en OO-TCV werden herschilderd in de SN-kleuren en de routes werden ook overgeheveld. Met de start van het winterseizoen eindigde ook de samenwerking met FlyBe en BMI Regional (samen nog drie toestellen). Hierdoor worden alle regionale routes nu uitgevoerd door de Sukhoi's van CityJet.
| Type                | Registratie | Bouwjaar | Vorige eigenaar              | Leverdatum |
| ------------------- | ----------- | -------- | ---------------------------- | ---------- |
| Airbus A330-200     | OO-SFT      | 1999     | Edelweiss Air                | 31 januari |
| Airbus A319         | OO-SSO      | 2004     | Frontier Airlines            | 9 maart    |
| Sukhoi Superjet 100 | EI-FWD      | 2017     | nieuw                        | 25 maart   |
| Sukhoi Superjet 100 | EI-FWE      | 2017     | nieuw                        | 8 mei      |
| Sukhoi Superjet 100 | EI-FWF      | 2017     | nieuw                        | 1 juni     |
| Airbus A320         | OO-SNI      | 2003     | Aer Lingus                   | 16 juni    |
| Airbus A320         | OO-TCV      | 2003     | Thomas Cook Airlines Belgium | 6 oktober  |
| Airbus A320         | OO-TCH      | 2003     | Thomas Cook Airlines Belgium | 27 oktober |

2018

Brussels Airlines heeft op 22 mei 2017 aangekondigd dat zeven oudere A330 de vloot zullen verlaten. Vijf A330-300's en twee A330-200's zullen worden vervangen door nieuwere A330-300-toestellen. De nieuwe toestellen zullen tussen de zeven en de tien jaar oud zijn en zijn afkomstig van Singapore Airlines & Cathay Pacific. De twee eerste toestellen (OO-SFB en OO-SFC) zullen eerst het zomerseizoen vliegen voor Eurowings en daarna de vloot vervoegen ter vervanging van oudere airbus a330-toestellen. Dit jaar worden ook vier nieuwe Airbus A320-toestellen toegevoegd aan de vloot. De toestellen dienen deels voor de uitbreiding van de Thomas Cook-operaties. Op 24 maart 2018 is een vijfde speciaal kleurenschema voorgesteld: Aerosmurf. Iedereen kon een idee inzenden en een jury selecteerde hieruit twee kleurenschema's: art nouveau en de Smurfen. Het publiek mocht stemmen en koos uiteindelijk voor de Smurfen. Vanaf het zomerseizoen van 2018 voert Brussels Airlines lange-afstandsvluchten uit voor moederbedrijf Eurowings. Hiervoor zal SN in totaal 6 Airbus A340-300's krijgen van Lufthansa. De toestellen zullen gebaseerd zijn in Düsseldorf en vliegen in de kleuren van Eurowings. Dit jaar vervoegen OO-SCW en OO-SCX de vloot.
| Type            | Registratie | Bouwjaar | Vorige eigenaar    | Leverdatum | Opmerking                         |
| --------------- | ----------- | -------- | ------------------ | ---------- | --------------------------------- |
| Airbus A320-200 | OO-SNJ      | 2007     | Alitalia           | 19 januari |                                   |
| Airbus A330-300 | OO-SFB      | 2008     | Cathay Pacific     | 11 maart   |                                   |
| Airbus A340-300 | OO-SCW      | 2000     | Lufthansa          | 12 maart   | Vliegt uitsluitend voor Eurowings |
| Airbus A330-300 | OO-SFC      | 2007     | Cathay Pacific     | 15 maart   |                                   |
| Airbus A320-200 | OO-SNL      | 2003     | Air Berlin         | 27 maart   |                                   |
| Airbus A340-300 | OO-SCX      | 2000     | Lufthansa          | 29 maart   | Vliegt uitsluitend voor Eurowings |
| Airbus A320-200 | OO-SNM      | 2003     | Air Berlin         | 17 april   |                                   |
| Airbus A330-300 | OO-SFE      | 2009     | Singapore Airlines | 9 mei      |                                   |
| Airbus A330-300 | OO-SFD      | 2008     | Cathay Pacific     | 17 mei     |                                   |

2019

Op 7 januari 2019 voerde Brussels Airlines de laatste vlucht uit met de Sukhoi Superjet 100. Deze werden vervroegd uitgefaseerd door aanhoudende problemen met de toestellen. Ze worden vervangen door vier Bombardier CRJ900's en Bombardier CRJ1000's van Air Nostrum. De twee Airbus A340's (OO-SCW en OO-SCX) die d.m.v. een wet-lease contract aan Eurowings verhuurd werden, zijn teruggekeerd naar Lufthansa. De oudste Airbus A330-300's verlieten doorheen 2019 de vloot en werden vervangen door nieuwere toestellen. De uitgefaseerde toestellen zijn OO-SFM/SFO/SFV/SFW. Op 19 augustus 2019 verliet de eerste Airbus A330-200 de vloot. Het leasecontract voor OO-SNG, een Airbus A320, verliep en het toestel werd op 10 december 2019 uitgefaseerd. Het toestel vliegt nu voor Czech Airlines.
2020

Als gevolg van de coronacrisis, is het contract met Cityjet voor vier Bombardier CRJ900 toestellen vervroegd stopgezet. Daarnaast kromp de vloot met drie Airbus A319's en één Airbus A330-200.
2021

De laatste 2 A330-200's (OO-SFT/SFZ) werden in januari en februari uitgefaseerd. OO-SSI verliet in maart de vloot. Vier andere A319's (OO-SSE/H/K/M) worden later dit jaar uitgefaseerd.
OO-SFJ/K/P verlieten de vloot na het beëindigen van de wet-lease overeenkomst met Eurowings. OO-SFL verlaat in maart 2022 de vloot.
2022

OO-SFJ, die voorheen als wet-lease voor Eurowings vloog en OO-SSH die in opslag stond op BRU werd in het voorjaar terug in dienst gesteld. Een 'nieuwe' A320 (OO-SNO) wordt na het zomerseizoen aan de vloot toegevoegd. OO-SNA verliet in oktober de vloot, waarbij OO-SNO het nieuwe Trident-kleurschema kreeg.
2023

Brussels Airlines ontvangt in 2023 en 2024 vijf Airbus A320neo toestellen. De eerste van deze, OO-SBA, wordt in oktober 2023 in dienst genomen. Het is het eerste fabrieksnieuwe toestel dat de vloot komt versterken sinds de oprichting van de maatschappij.
2024

Op 12 september 2023 kondigde de maatschappij aan dat het vanaf de zomer 2024 terug een tiende Airbus A330-300 aan de vloot toevoegt, en zo terug het aantal widebodies in de vloot zal hebben als in 2021. Het is trouwens de OO-SFP uit 2005 die al vanaf 2019 tot 2021 voor Brussels Airlines vloog, maar nadien terug enige tijd voor Lufthansa werd ingezet. Met dit toestel kan vanaf die datum Kigali terug dagelijks aangevlogen worden en wordt de luchthaven van Nairobi ook terug aangevlogen, wat de Belgische luchtvaartmaatschappij ook deed tussen 2002 en 2015.
OO-SBB, die eind 2023 geleverd werd, krijgt in het voorjaar een nieuwe Tomorrowland-livery.
 Fotogalerij 

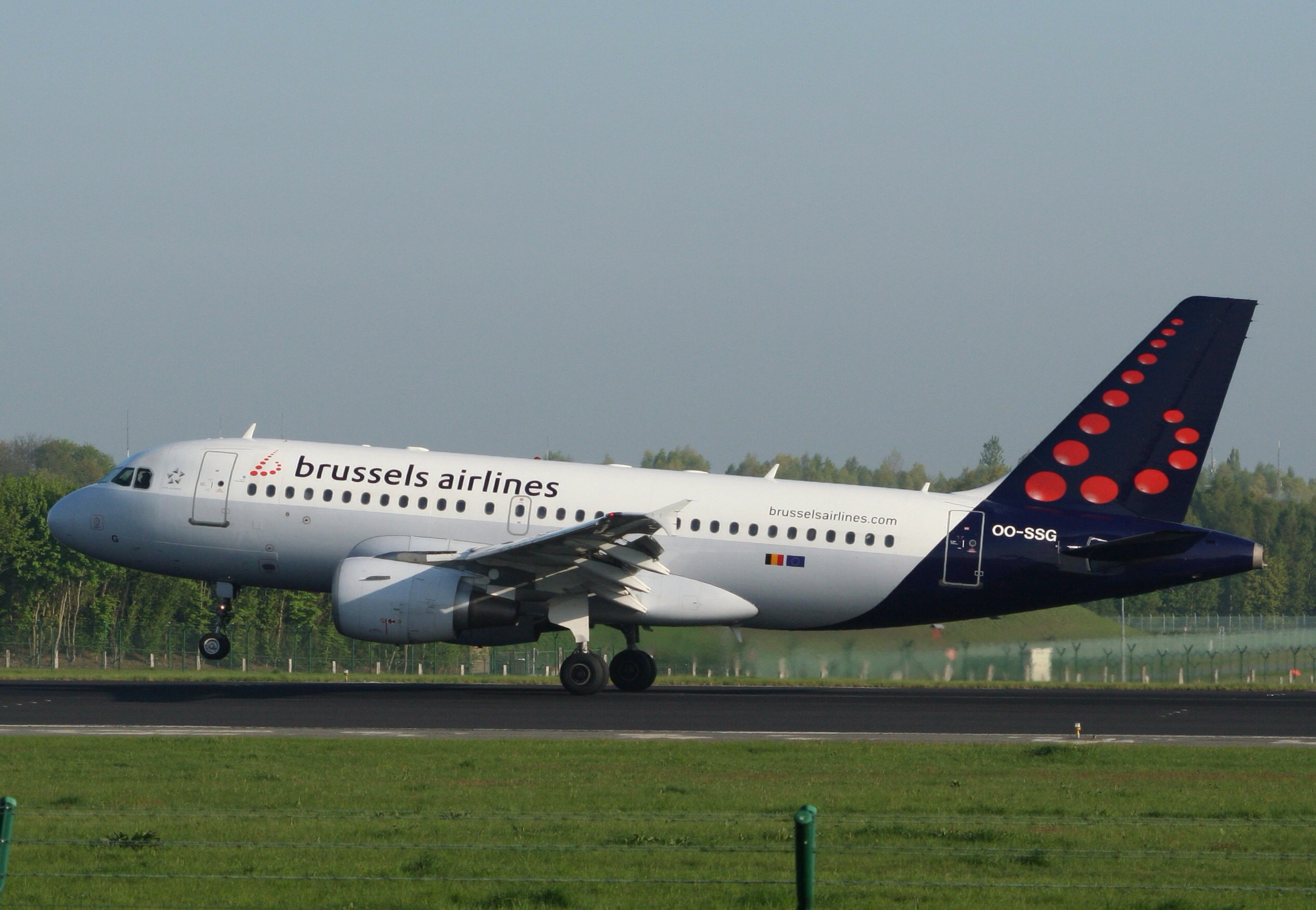
Brussels Airlines Airbus A319
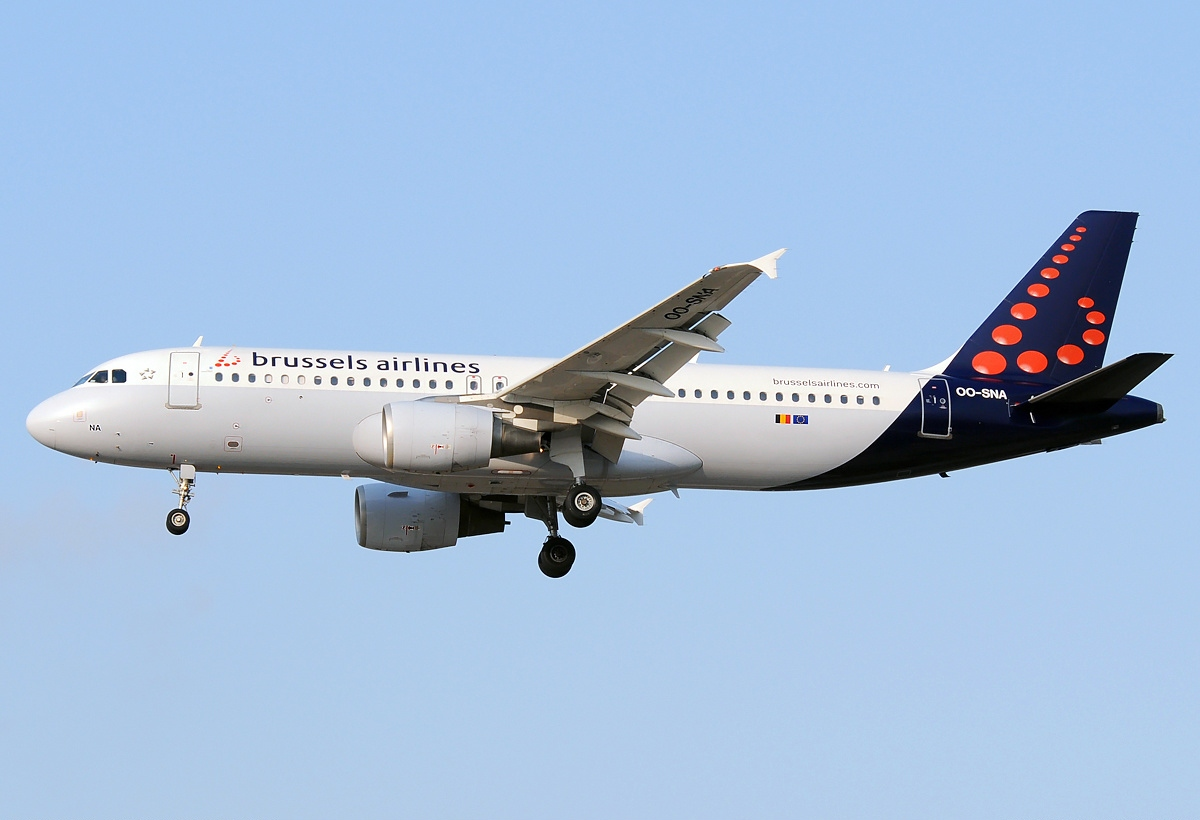
Brussels Airlines Airbus A320
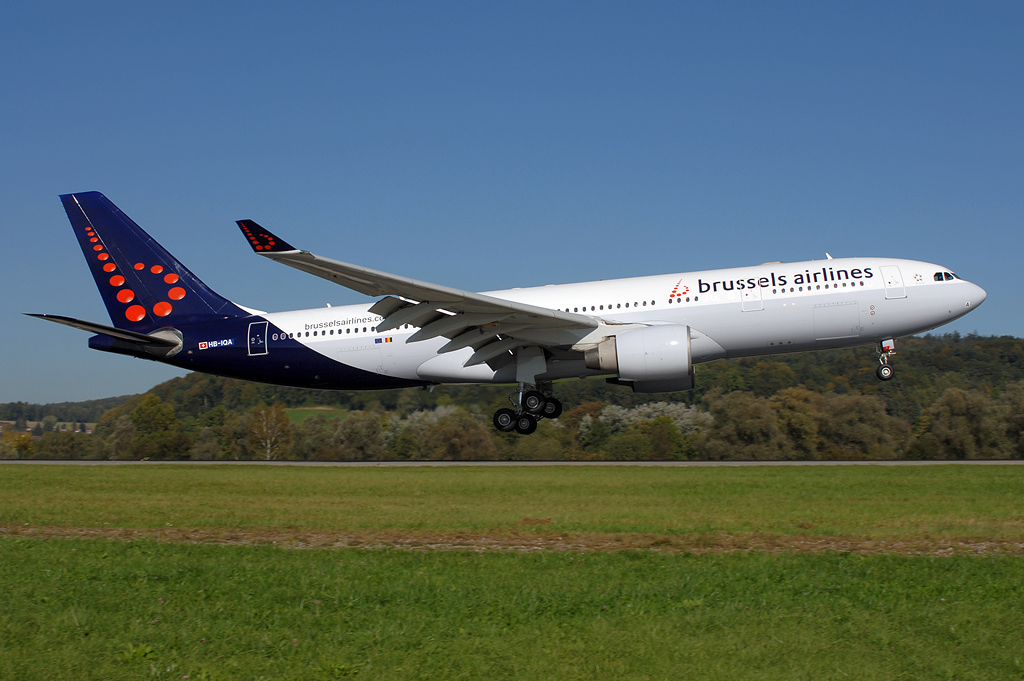
Brussels Airlines Airbus A330-200 (toen nog met de Zwitserse registratie van Swiss)
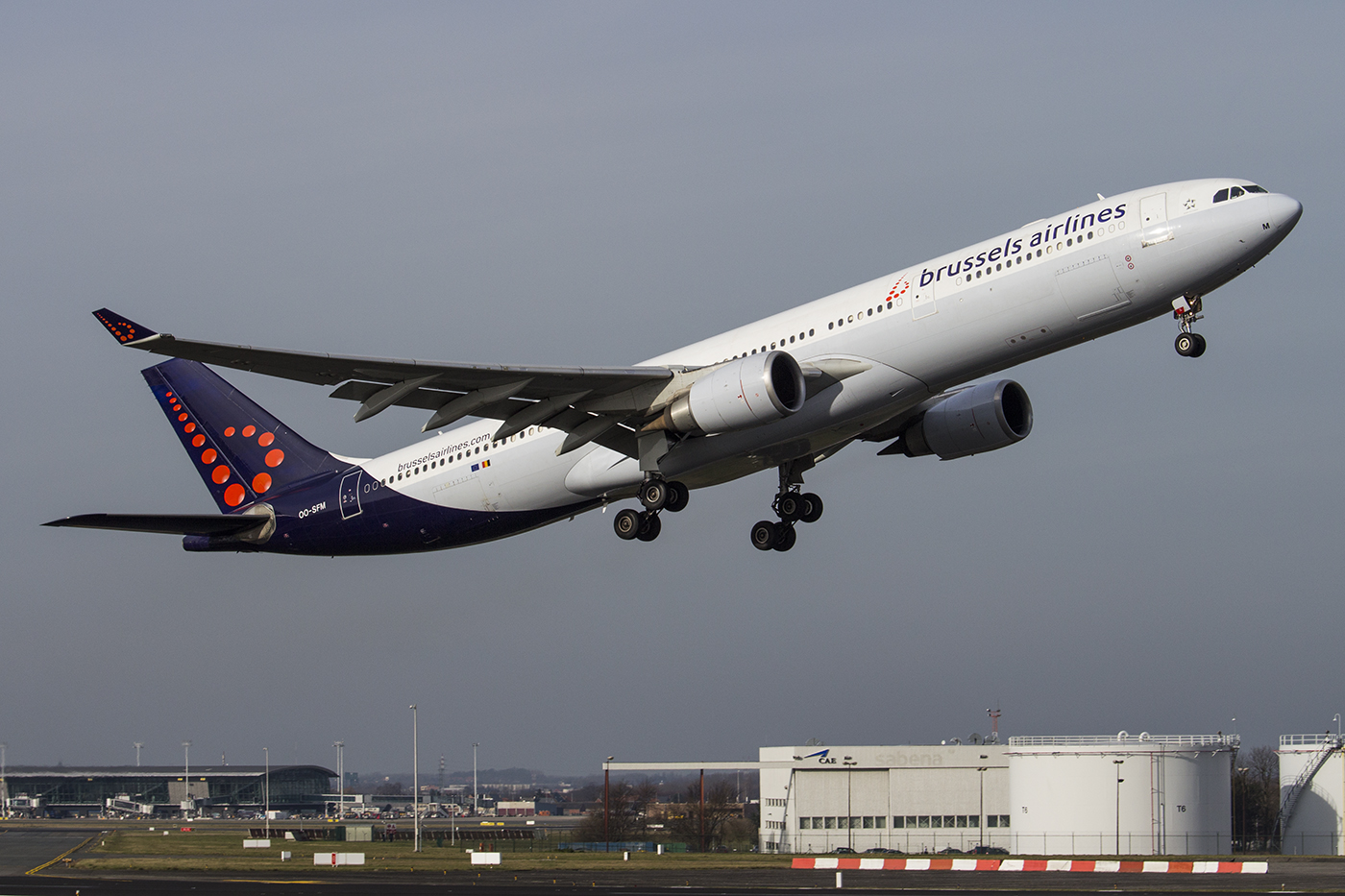
Brussels Airlines Airbus A330-301 (OO-SFM) stijgt op op Brussels Airport
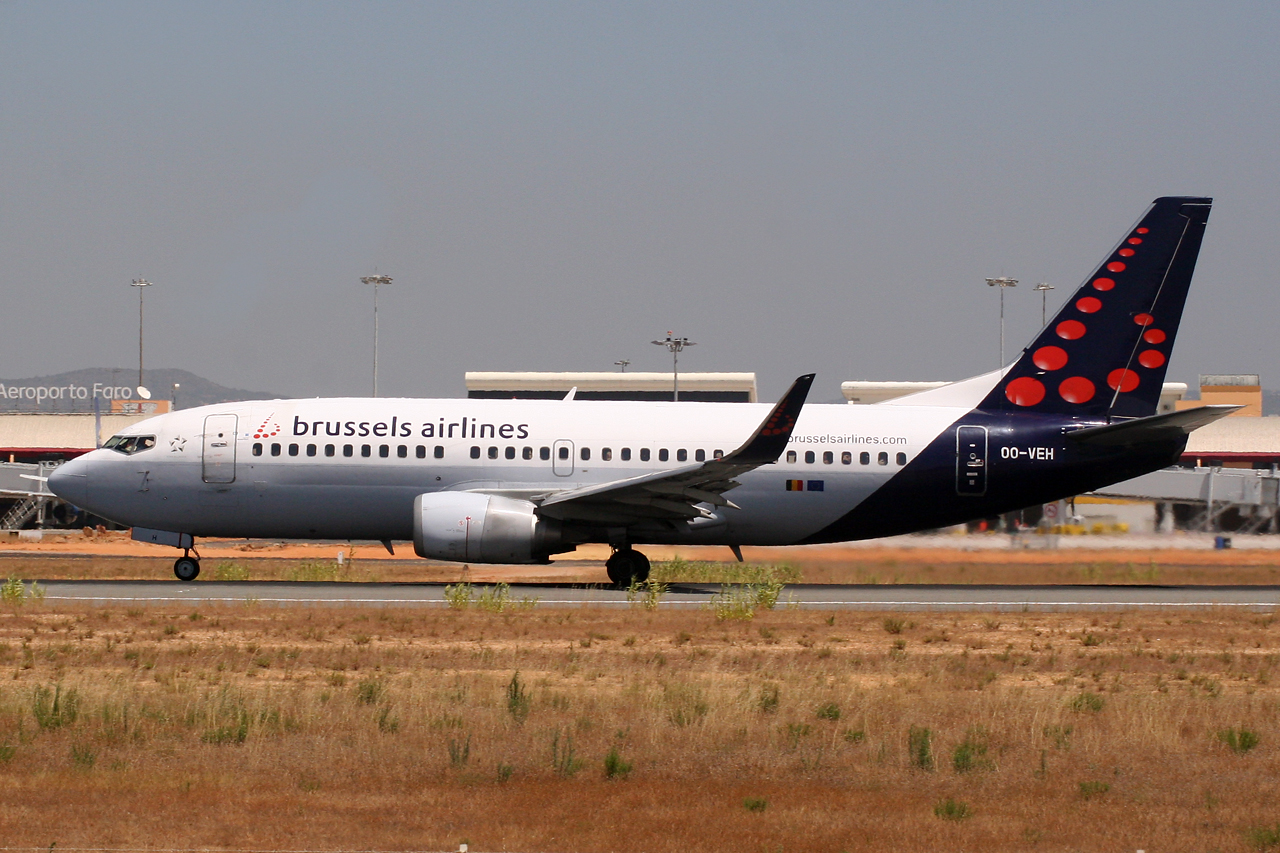
Brussels Airlines Boeing 737-300
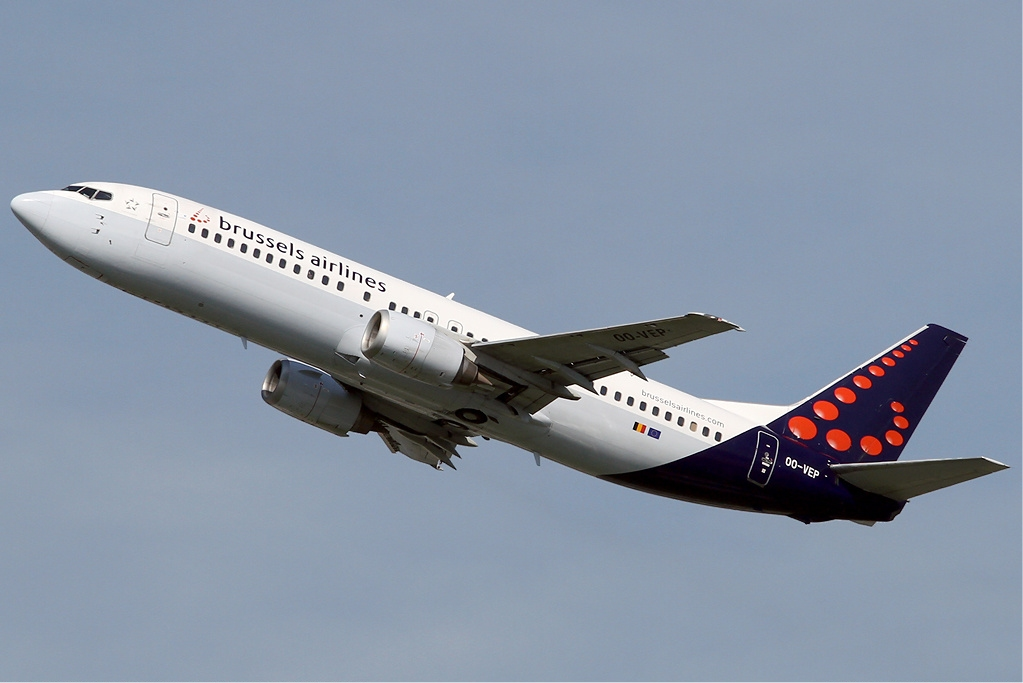
Brussels Airlines Boeing 737-400
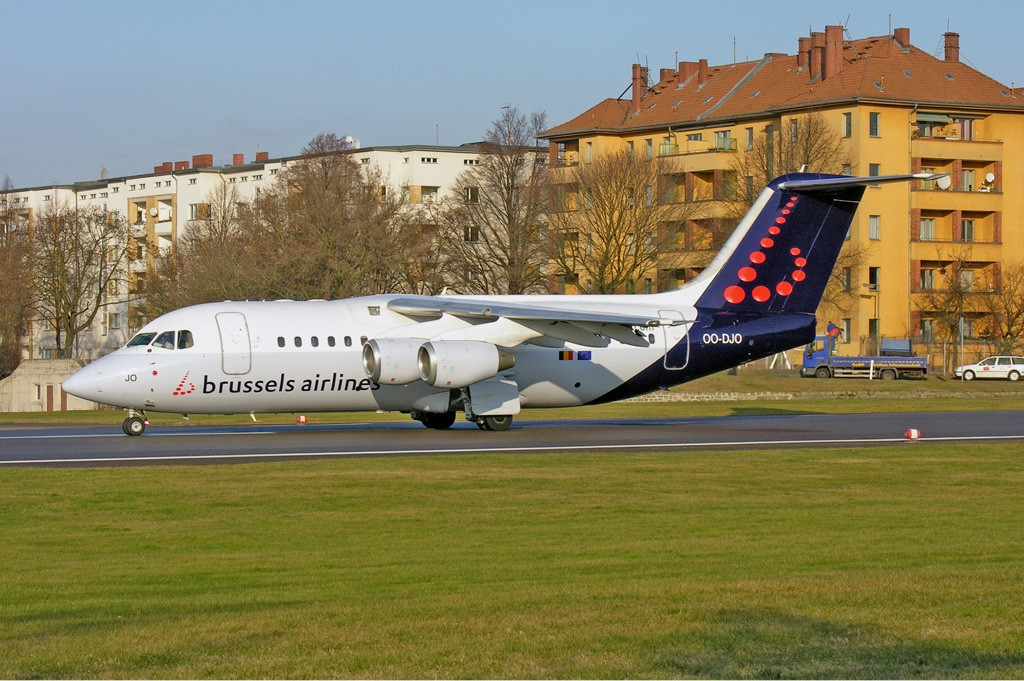
Brussels Airlines AVRO RJ-85
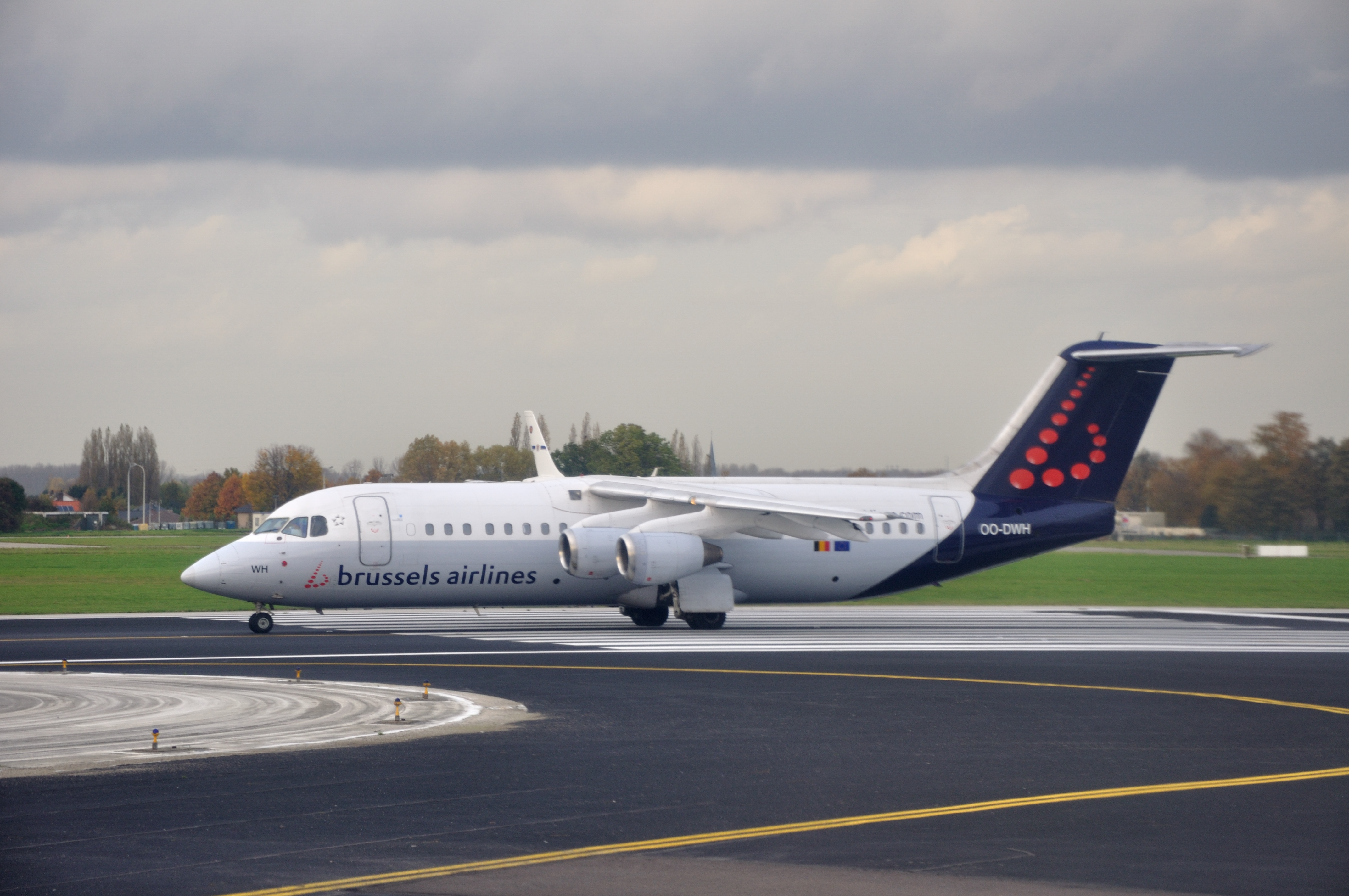
Brussels Airlines AVRO RJ-100
Brussels Airlines Bombardier Dash 8 Q400 geleased van Flybe
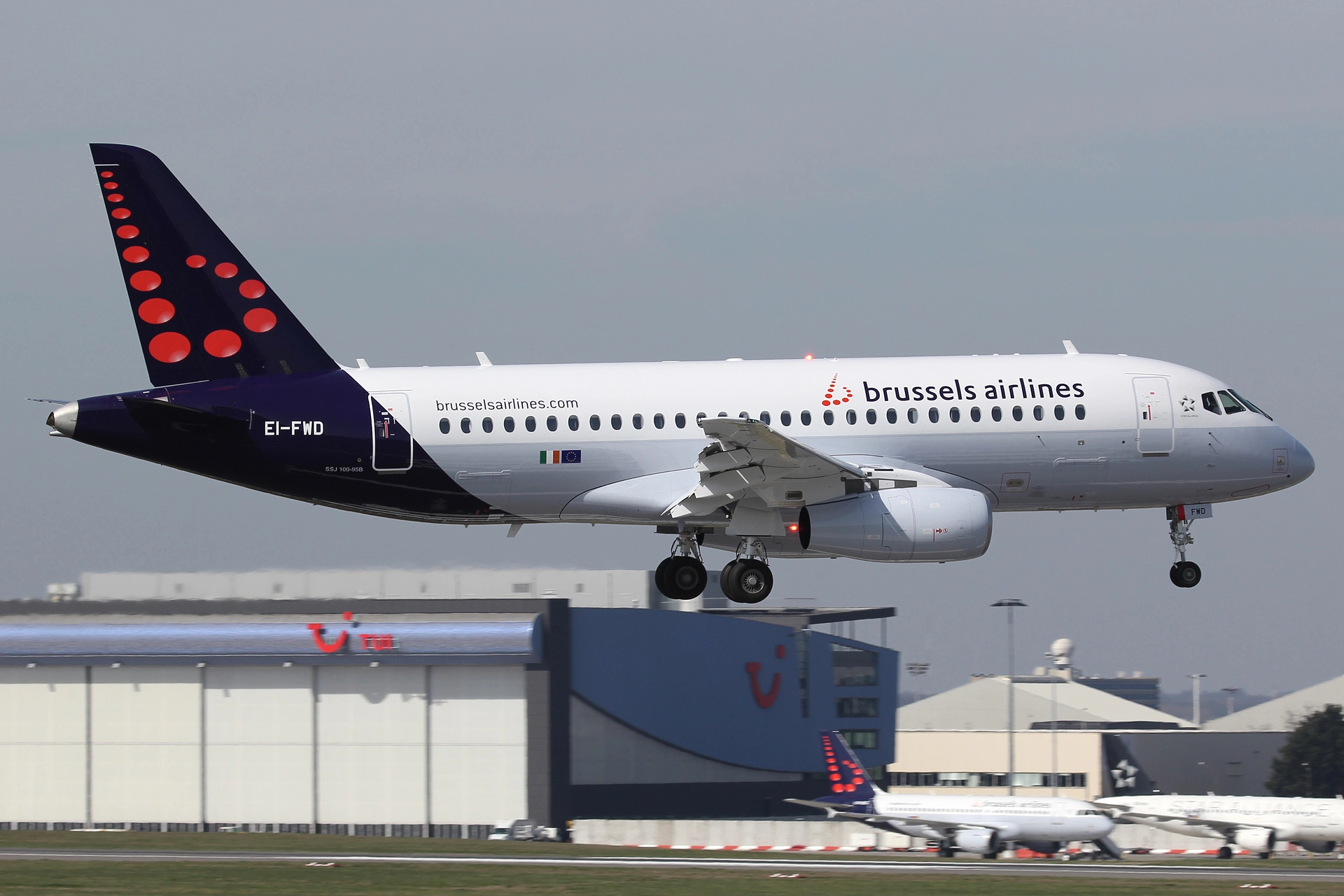
Brussels Airlines Sukhoi Superjet 100
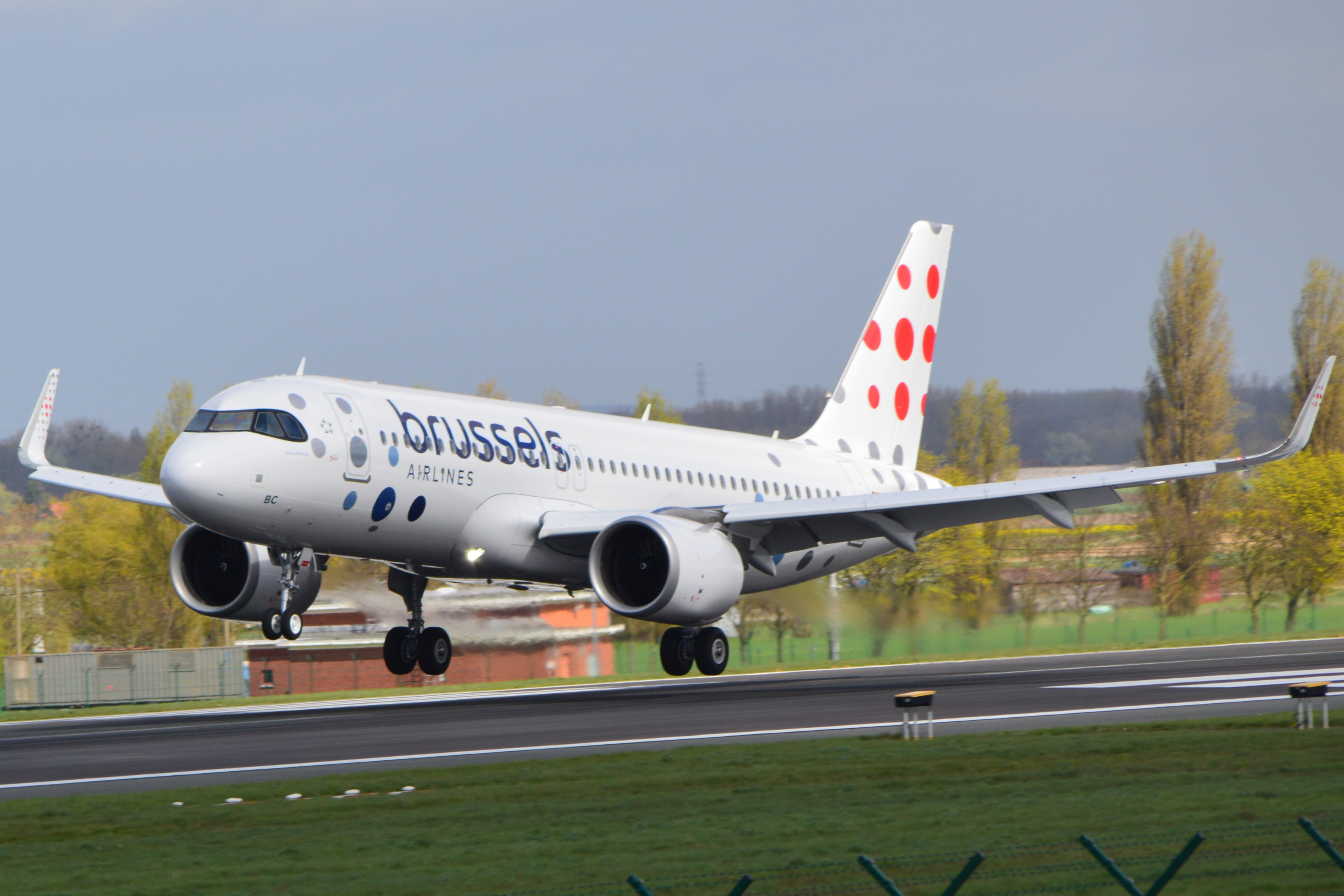
Brussels Airlines Airbus a320neo
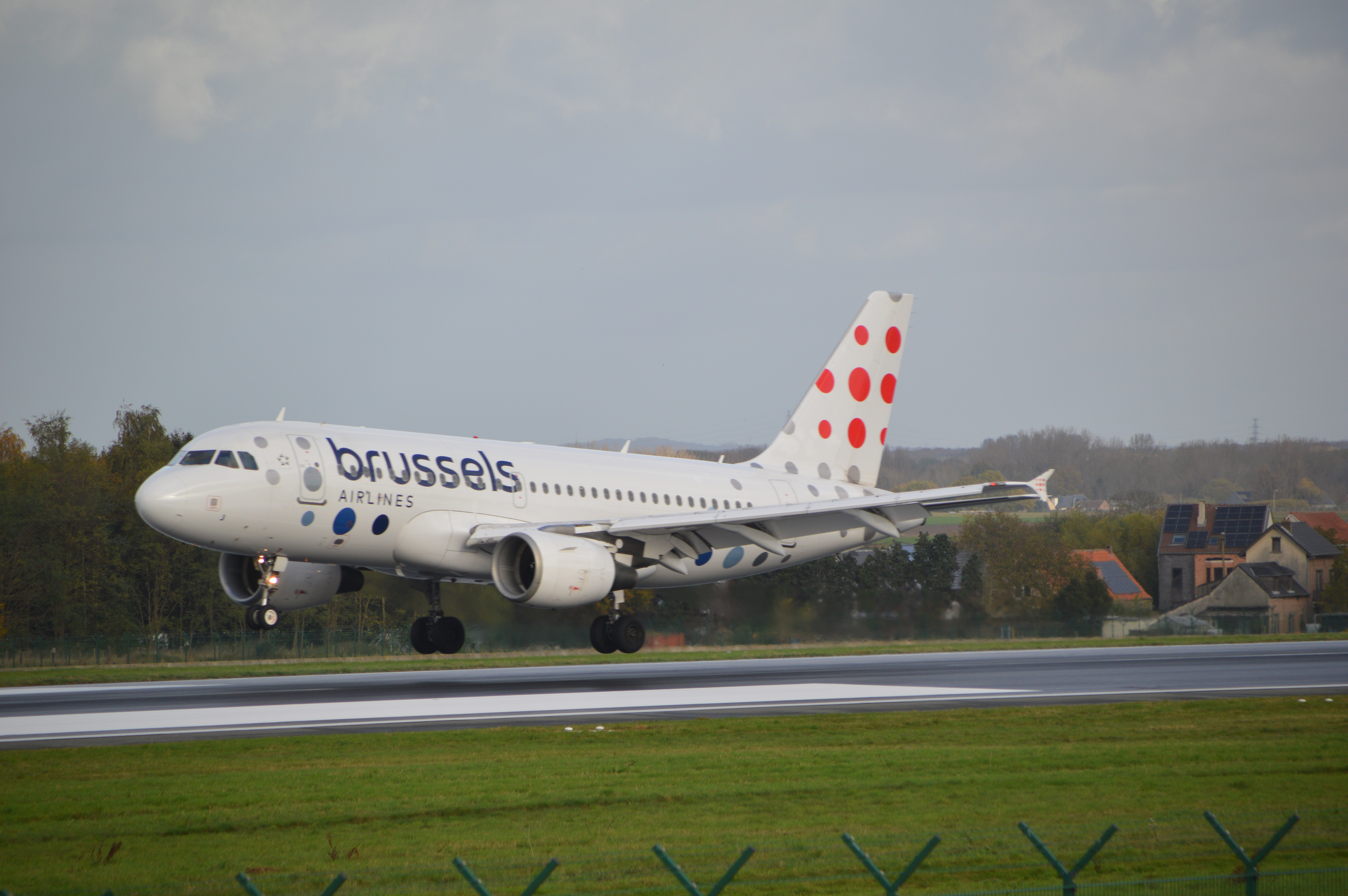
Brussels Airlines airbus a319

### Speciale vliegtuigkleurenschema's
Het kleurenschema van de vliegtuigen van Brussels Airlines bestaat uit een blauwe staart met het rode ‘B'-logo en een witte romp met de naam 'Brussels Airlines' in het donkerblauw. Naast het bekende blauw, rood en wit, startte Brussels Airlines met een aantal speciale kleurenschema's op de Airbus A320-vloot, gewijd aan Belgische iconen: Rackham (met scène's uit een van de verhalen van Kuifje), Magritte (een ode aan de surrealistische kunstenaar), Trident (het vliegtuig voor de Belgische nationale voetbalploeg, de Rode Duivels), Amare (een vliegtuig in de stijl van Tomorrowland), Aerosmurf (een vliegtuig gebaseerd op de populaire stripreeks de smurfen) en Bruegel (een ode aan de kunstenaar Pieter Bruegel de Oude).
In mei 2021 werd het kleurenschema van Magritte (OO-SNC) vervangen door een Star Alliance-versie.
In januari 2024 werd OO-SNF ontdaan van zijn Tomorrowland-livery. OO-SBB kreeg 25 april 2024 de nieuwe versie van de livery.

### Uitvoering

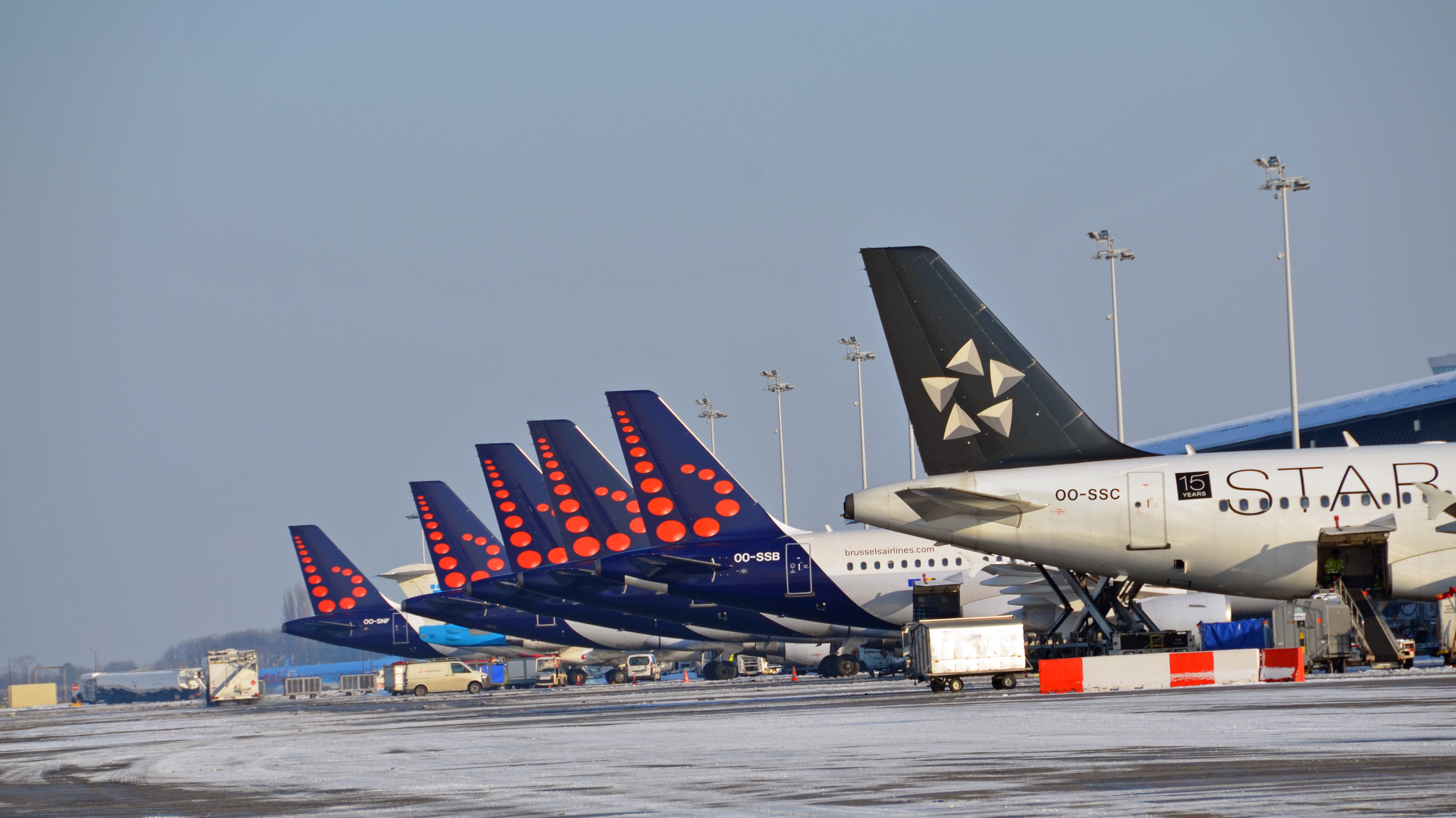

Tot de rebranding van 2021 bestond het logo dat op de staart van de toestellen van Brussels Airlines werd gevoerd uit een "b" samengesteld uit veertien rode bollen. Op het eerste vliegtuig had men dertien bollen geschilderd, maar door commentaar van reizigers - veel mensen geloven immers dat 13 een ongeluksgetal is - werd er een bol toegevoegd. De naam "Brussels Airlines" stond in het donkerblauw op de bovenkant van de romp, voorafgegaan door het logo. Het rood van de bollen is een erfenis van de vliegtuigen van Virgin Express. Het blauw en de geverfde onderkant van de romp zijn erfenissen van SN Brussels Airlines. Bij SN Brussels werd er wel een fellere kleur blauw gebruikt en was het voorste stuk van de romp niet beschilderd waar dit wel het geval is bij Brussels Airlines. OO-SSY/SNC/SNP/SNQ vliegen in Star Alliance kleuren.

## Incidenten
- Op 23 maart 2007, twee dagen voor de aftrap van de Brussels Airlines-vluchten, meldde SN Brussels Airlines dat alle vluchten naar het Congolese Kinshasa geschrapt zouden worden. Ook alle latere vluchten van Brussels Airlines werden geschrapt. De lijn Brussel - Kinshasa is een van de belangrijkste lijnen van SN Brussels met een frequentie van vijf keer per week. De vluchten werden geschrapt naar aanleiding van gewapende gevechten en rellen in de stad. Een reeds vertrokken vlucht werd omgeleid naar Douala in Kameroen. De gebouwen van SN Brussels Airlines werden beschoten en zijn zwaar beschadigd. Het personeel kon veilig gesteld worden. Op 24 maart werden de vluchten hervat, nadat de rust in Kinshasa teruggekeerd was. Op die manier hoefde Brussels Airlines nog geen enkele vlucht te annuleren.
- Op 25 maart 2007 vertrokken de eerste Brussels Airlines-vluchten vanuit Zaventem. Dit gebeuren werd overschaduwd door de protestacties van het personeel, die eruit bestonden dat het nieuwe uniform niet gedragen werd op de eerste vlucht en dat de verkoop van producten aan boord werd stilgelegd. Hiermee wil het personeel zijn ongenoegen uiten over de rotatietijd (dit is de tijd tussen de aankomst en het vertrek van een vliegtuig op een luchthaven, waarin het vliegtuig wordt schoongemaakt en klaargemaakt voor de volgende lading passagiers). Deze wordt namelijk aanzienlijk verkort, wat de werkdruk heel wat verhoogt. Brussels Airlines beweert dat dit nodig is om een goed rendement te garanderen.
- Op 11 juni 2008 moest de piloot van een Airbus A330 van Brussels Airlines het opstijgen afbreken, vermoedelijk nadat er een band gesprongen was. In de chaos die er tijdens het evacueren ontstond geraakten drie passagiers gewond.[29]
- Van 17 april tot 19 april 2010 schrapte Brussels Airlines naar aanleiding van de verstoringen in het luchtruim boven Europa als gevolg van de vulkaanuitbarsting van de Eyjafjallajökull alle lijnvluchten. De aswolk die door de vulkaanuitbarsting was vrijgekomen, legde het hele Europese luchtruim gedurende een week lam.
- Op 30 december 2010 keerde een Airbus A330 van Brussels Airlines met bestemming Kinshasa terug naar Brussels Airport omdat de bemanningsleden een Congolese passagier - die bedreigingen had geuit naar medepassagiers - niet gekalmeerd kregen.[30]
- Op 2 oktober 2013 maakte een AVRO RJ-100 die onderweg was van Londen Heathrow naar Brussels Airport, een voorzorgslanding op de luchthaven van Oostende nadat het landingsgestel een foutmelding gaf.
- Op 9 mei 2014 werden twee passagiers die op de vlucht van Kameroen naar Brussel wilden stappen, gearresteerd omdat ze mogelijk explosieven bij zich hadden. Uit onderzoek achteraf bleek dat het waarschijnlijk om een defecte batterij van een elektronisch toestel ging.[31][32]
- Op 22 maart 2016 ontploften er op Brussels Airport twee bommen. De luchthaven was een van de twee doelwitten van de aanslagen in Brussel op 22 maart 2016. Onmiddellijk hierna werd de luchthaven gesloten voor personenverkeer. Hierdoor kon Brussels Airlines geen passagiersvluchten meer uitvoeren, aangezien Brussels Airport de enige hub is. Brussels Airlines werkte vervolgens een plan uit om zoveel mogelijk vluchten toch te laten doorgaan. Twee dagen later, op donderdag 24 maart, had Brussels Airlines een deel van de AVRO's gestationeerd op de luchthaven van Antwerpen, de grotere toestellen van de Airbus A320-familie werden ingezet vanaf de luchthaven van Luik. De Airbus A330 toestellen stonden deels gebaseerd op de luchthaven van Zürich en de luchthaven van Frankfurt. Brussels Airlines zou graag terugkeren naar Brussel vanaf dinsdag 29 maart, maar het duurde tot 3 april met drie symbolische vluchten naar Faro, Turijn en Athene. Vanaf 4 april 2016 werden er terug vluchten uitgevoerd van op Brussel en werd de capaciteit gedeeltelijk opgevoerd.
- Naar aanleiding van de uitbraak van Covid-19 schrapt Brussels Airlines alle vluchten van 21 maart 2020 tot en met 15 juni 2020.
- Op 8 juli 2021 moest een Airbus A320 een noodlanding maken op Brussels Airport na dat een vogel bij het opstijgen in de motor terecht kwam. De 141 passagiers die naar Milaan vlogen zijn veilig geland.
- Op 11 juli 2021 moest een Airbus A330 met 230 passagiers en bestemming Monrovia in Liberia boven Bordeaux terugkeren naar Brussel omdat het toestel hydraulische problemen kreeg.

## Bestuur
| Periode      | Voorzitter                      |
| ------------ | ------------------------------- |
| 2007 - 2020  | Etienne Davignon                |
| 2020         | Christina Foerster en Jan Smets |
| 2020 - heden | Christina Foerster              |

| Periode     | CEO                                |
| ----------- | ---------------------------------- |
| 2007 - 2008 | Philippe Vander Putten             |
| 2008 - 2012 | Bernard Gustin en Michel Meyfroidt |
| 2012 - 2018 | Bernard Gustin                     |
| 2018 - 2019 | Christina Foerster                 |
| 2020        | Dieter Vranckx                     |
| 2021 - 2023 | Peter Gerber                       |
| 2023        | Christina Foerster                 |
| 2023        | Dorothea von Boxberg               |